# Llista d'asteroides/176401-176500
| Nom      | Designació provisional | Data de descobriment   | Lloc de descobriment | Descobridor/s  |
| -------- | ---------------------- | ---------------------- | -------------------- | -------------- |
| 176401 - | 2001 UT147             | 23 d'octubre de 2001   | Socorro              | LINEAR         |
| 176402 - | 2001 UY147             | 23 d'octubre de 2001   | Socorro              | LINEAR         |
| 176403 - | 2001 UZ149             | 23 d'octubre de 2001   | Socorro              | LINEAR         |
| 176404 - | 2001 UW172             | 18 d'octubre de 2001   | Palomar              | NEAT           |
| 176405 - | 2001 UW174             | 19 d'octubre de 2001   | Haleakala            | NEAT           |
| 176406 - | 2001 UW175             | 19 d'octubre de 2001   | Kitt Peak            | Spacewatch     |
| 176407 - | 2001 UK178             | 23 d'octubre de 2001   | Palomar              | NEAT           |
| 176408 - | 2001 UP197             | 19 d'octubre de 2001   | Socorro              | LINEAR         |
| 176409 - | 2001 UM212             | 21 d'octubre de 2001   | Socorro              | LINEAR         |
| 176410 - | 2001 UO212             | 21 d'octubre de 2001   | Kitt Peak            | Spacewatch     |
| 176411 - | 2001 UU220             | 21 d'octubre de 2001   | Socorro              | LINEAR         |
| 176412 - | 2001 VW1               | 9 de novembre de 2001  | Eskridge             | G. Hug         |
| 176413 - | 2001 VW4               | 11 de novembre de 2001 | Socorro              | LINEAR         |
| 176414 - | 2001 VO7               | 9 de novembre de 2001  | Socorro              | LINEAR         |
| 176415 - | 2001 VR7               | 9 de novembre de 2001  | Socorro              | LINEAR         |
| 176416 - | 2001 VL9               | 9 de novembre de 2001  | Socorro              | LINEAR         |
| 176417 - | 2001 VQ9               | 9 de novembre de 2001  | Socorro              | LINEAR         |
| 176418 - | 2001 VF15              | 10 de novembre de 2001 | Socorro              | LINEAR         |
| 176419 - | 2001 VM16              | 10 de novembre de 2001 | Palomar              | NEAT           |
| 176420 - | 2001 VX18              | 9 de novembre de 2001  | Socorro              | LINEAR         |
| 176421 - | 2001 VB25              | 9 de novembre de 2001  | Socorro              | LINEAR         |
| 176422 - | 2001 VU26              | 9 de novembre de 2001  | Socorro              | LINEAR         |
| 176423 - | 2001 VF28              | 9 de novembre de 2001  | Socorro              | LINEAR         |
| 176424 - | 2001 VR37              | 9 de novembre de 2001  | Socorro              | LINEAR         |
| 176425 - | 2001 VQ67              | 10 de novembre de 2001 | Socorro              | LINEAR         |
| 176426 - | 2001 VT70              | 11 de novembre de 2001 | Socorro              | LINEAR         |
| 176427 - | 2001 VS73              | 11 de novembre de 2001 | Socorro              | LINEAR         |
| 176428 - | 2001 VP77              | 12 de novembre de 2001 | Haleakala            | NEAT           |
| 176429 - | 2001 VA89              | 12 de novembre de 2001 | Socorro              | LINEAR         |
| 176430 - | 2001 VD92              | 15 de novembre de 2001 | Socorro              | LINEAR         |
| 176431 - | 2001 VT106             | 12 de novembre de 2001 | Socorro              | LINEAR         |
| 176432 - | 2001 VZ109             | 12 de novembre de 2001 | Socorro              | LINEAR         |
| 176433 - | 2001 VR110             | 12 de novembre de 2001 | Socorro              | LINEAR         |
| 176434 - | 2001 VD120             | 12 de novembre de 2001 | Socorro              | LINEAR         |
| 176435 - | 2001 WC18              | 17 de novembre de 2001 | Socorro              | LINEAR         |
| 176436 - | 2001 WV24              | 18 de novembre de 2001 | Kitt Peak            | Spacewatch     |
| 176437 - | 2001 WG25              | 17 de novembre de 2001 | Socorro              | LINEAR         |
| 176438 - | 2001 WR25              | 17 de novembre de 2001 | Socorro              | LINEAR         |
| 176439 - | 2001 WX31              | 17 de novembre de 2001 | Socorro              | LINEAR         |
| 176440 - | 2001 WD38              | 17 de novembre de 2001 | Socorro              | LINEAR         |
| 176441 - | 2001 WA40              | 17 de novembre de 2001 | Socorro              | LINEAR         |
| 176442 - | 2001 WJ51              | 19 de novembre de 2001 | Socorro              | LINEAR         |
| 176443 - | 2001 WG55              | 19 de novembre de 2001 | Socorro              | LINEAR         |
| 176444 - | 2001 WQ77              | 20 de novembre de 2001 | Socorro              | LINEAR         |
| 176445 - | 2001 WG85              | 20 de novembre de 2001 | Socorro              | LINEAR         |
| 176446 - | 2001 XC2               | 8 de desembre de 2001  | Socorro              | LINEAR         |
| 176447 - | 2001 XE15              | 10 de desembre de 2001 | Socorro              | LINEAR         |
| 176448 - | 2001 XU19              | 9 de desembre de 2001  | Socorro              | LINEAR         |
| 176449 - | 2001 XD21              | 9 de desembre de 2001  | Socorro              | LINEAR         |
| 176450 - | 2001 XM38              | 9 de desembre de 2001  | Socorro              | LINEAR         |
| 176451 - | 2001 XT40              | 9 de desembre de 2001  | Socorro              | LINEAR         |
| 176452 - | 2001 XW40              | 9 de desembre de 2001  | Socorro              | LINEAR         |
| 176453 - | 2001 XG42              | 9 de desembre de 2001  | Socorro              | LINEAR         |
| 176454 - | 2001 XO43              | 9 de desembre de 2001  | Socorro              | LINEAR         |
| 176455 - | 2001 XL57              | 10 de desembre de 2001 | Socorro              | LINEAR         |
| 176456 - | 2001 XS69              | 11 de desembre de 2001 | Socorro              | LINEAR         |
| 176457 - | 2001 XM72              | 11 de desembre de 2001 | Socorro              | LINEAR         |
| 176458 - | 2001 XE74              | 11 de desembre de 2001 | Socorro              | LINEAR         |
| 176459 - | 2001 XT78              | 11 de desembre de 2001 | Socorro              | LINEAR         |
| 176460 - | 2001 XT79              | 11 de desembre de 2001 | Socorro              | LINEAR         |
| 176461 - | 2001 XX90              | 10 de desembre de 2001 | Socorro              | LINEAR         |
| 176462 - | 2001 XU94              | 10 de desembre de 2001 | Socorro              | LINEAR         |
| 176463 - | 2001 XV97              | 10 de desembre de 2001 | Socorro              | LINEAR         |
| 176464 - | 2001 XB108             | 10 de desembre de 2001 | Socorro              | LINEAR         |
| 176465 - | 2001 XD121             | 14 de desembre de 2001 | Socorro              | LINEAR         |
| 176466 - | 2001 XE122             | 14 de desembre de 2001 | Socorro              | LINEAR         |
| 176467 - | 2001 XD125             | 14 de desembre de 2001 | Socorro              | LINEAR         |
| 176468 - | 2001 XA147             | 14 de desembre de 2001 | Socorro              | LINEAR         |
| 176469 - | 2001 XP147             | 14 de desembre de 2001 | Socorro              | LINEAR         |
| 176470 - | 2001 XF148             | 14 de desembre de 2001 | Socorro              | LINEAR         |
| 176471 - | 2001 XA149             | 14 de desembre de 2001 | Socorro              | LINEAR         |
| 176472 - | 2001 XG149             | 14 de desembre de 2001 | Socorro              | LINEAR         |
| 176473 - | 2001 XL154             | 14 de desembre de 2001 | Socorro              | LINEAR         |
| 176474 - | 2001 XX154             | 14 de desembre de 2001 | Socorro              | LINEAR         |
| 176475 - | 2001 XO156             | 14 de desembre de 2001 | Socorro              | LINEAR         |
| 176476 - | 2001 XM164             | 14 de desembre de 2001 | Socorro              | LINEAR         |
| 176477 - | 2001 XY164             | 14 de desembre de 2001 | Socorro              | LINEAR         |
| 176478 - | 2001 XY173             | 14 de desembre de 2001 | Socorro              | LINEAR         |
| 176479 - | 2001 XF175             | 14 de desembre de 2001 | Socorro              | LINEAR         |
| 176480 - | 2001 XJ181             | 14 de desembre de 2001 | Socorro              | LINEAR         |
| 176481 - | 2001 XX200             | 15 de desembre de 2001 | Socorro              | LINEAR         |
| 176482 - | 2001 XF204             | 11 de desembre de 2001 | Socorro              | LINEAR         |
| 176483 - | 2001 XT207             | 11 de desembre de 2001 | Socorro              | LINEAR         |
| 176484 - | 2001 XA209             | 11 de desembre de 2001 | Socorro              | LINEAR         |
| 176485 - | 2001 XR211             | 11 de desembre de 2001 | Socorro              | LINEAR         |
| 176486 - | 2001 XR225             | 15 de desembre de 2001 | Socorro              | LINEAR         |
| 176487 - | 2001 XW229             | 15 de desembre de 2001 | Socorro              | LINEAR         |
| 176488 - | 2001 XF230             | 15 de desembre de 2001 | Socorro              | LINEAR         |
| 176489 - | 2001 XH231             | 15 de desembre de 2001 | Socorro              | LINEAR         |
| 176490 - | 2001 XC232             | 15 de desembre de 2001 | Socorro              | LINEAR         |
| 176491 - | 2001 XD234             | 15 de desembre de 2001 | Socorro              | LINEAR         |
| 176492 - | 2001 XO235             | 15 de desembre de 2001 | Socorro              | LINEAR         |
| 176493 - | 2001 XD237             | 15 de desembre de 2001 | Socorro              | LINEAR         |
| 176494 - | 2001 XX237             | 15 de desembre de 2001 | Socorro              | LINEAR         |
| 176495 - | 2001 XB251             | 14 de desembre de 2001 | Socorro              | LINEAR         |
| 176496 - | 2001 XC251             | 14 de desembre de 2001 | Socorro              | LINEAR         |
| 176497 - | 2001 XZ257             | 7 de desembre de 2001  | Palomar              | NEAT           |
| 176498 - | 2001 XU265             | 15 de desembre de 2001 | Socorro              | LINEAR         |
| 176499 - | 2001 YC                | 17 de desembre de 2001 | Oaxaca               | J. M. Roe      |
| 176500 - | 2001 YL2               | 18 de desembre de 2001 | Kingsnake            | J. V. McClusky |